# Austremonius von Clermont

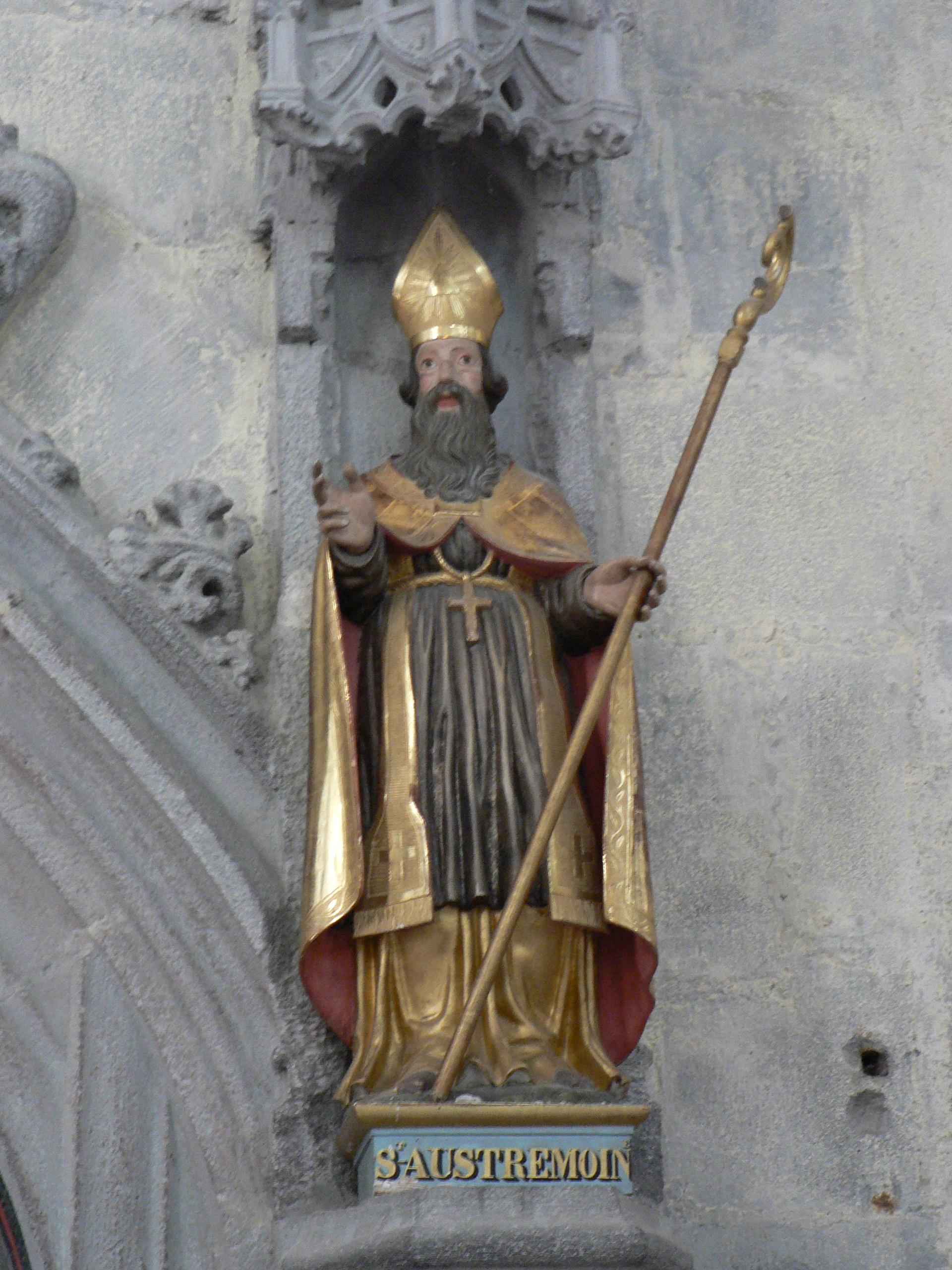
Austremonius – Statue in der Abteikirche Mozac (17./18. Jh.)

Austremonius oder Stremonius (frz. Austremoine) war gemäß der kirchlichen Überlieferung der erste Bischof der Auvergne; sein katholischer Gedenktag ist der 1. oder der 8. November.

## Leben
Austremonius war einer der sieben zu Bischöfen geweihten Männer, die nach Gregor von Tours (538–594) zur Zeit des Kaisers Decius, also in den Jahren 249 bis 251, zur Mission nach Gallien gesandt wurden, wobei er sich auf eine aus dem 5. Jahrhundert stammende Passio des Saturninus von Toulouse bezieht. Die anderen Missionare waren: Gatianus von Tours, Trophimus von Arles, Paulus von Narbonne, Saturninus von Toulouse, Dionysius von Paris und Martial von Limoges, die jeweils als erste Bischöfe ihrer Diözese gelten.
Belegt ist ein Austremonius als Teilnehmer des Konzils von Arles im Jahr 314. Gemäß einer Überlieferung wurde er zum Märtyrer, da ein Jude ihn erschlagen habe.

## Reliquien
Zu Austremonius berichtet Gregor, dass er seinen Auftrag ausführen konnte und in Frieden starb. Nach seinem Tod wurde sein Körper nach Volvic überführt, bevor König Pippin (Pippin der Jüngere 764 oder Pippin II. von Aquitanien 848) die Reliquien in die Abtei Mozac bringen ließ (Translation), auch wenn die ehemalige Abtei Issoire und das Bistum Clermont sie für sich beanspruchten. Mitte des 9. Jahrhunderts wurde dann der Schädel des Bischofs nach Saint-Yvoine gebracht, bevor er um 900 nach Issoire zurückkehrte, wo Austremonius ursprünglich bestattet worden war.

## Darstellung

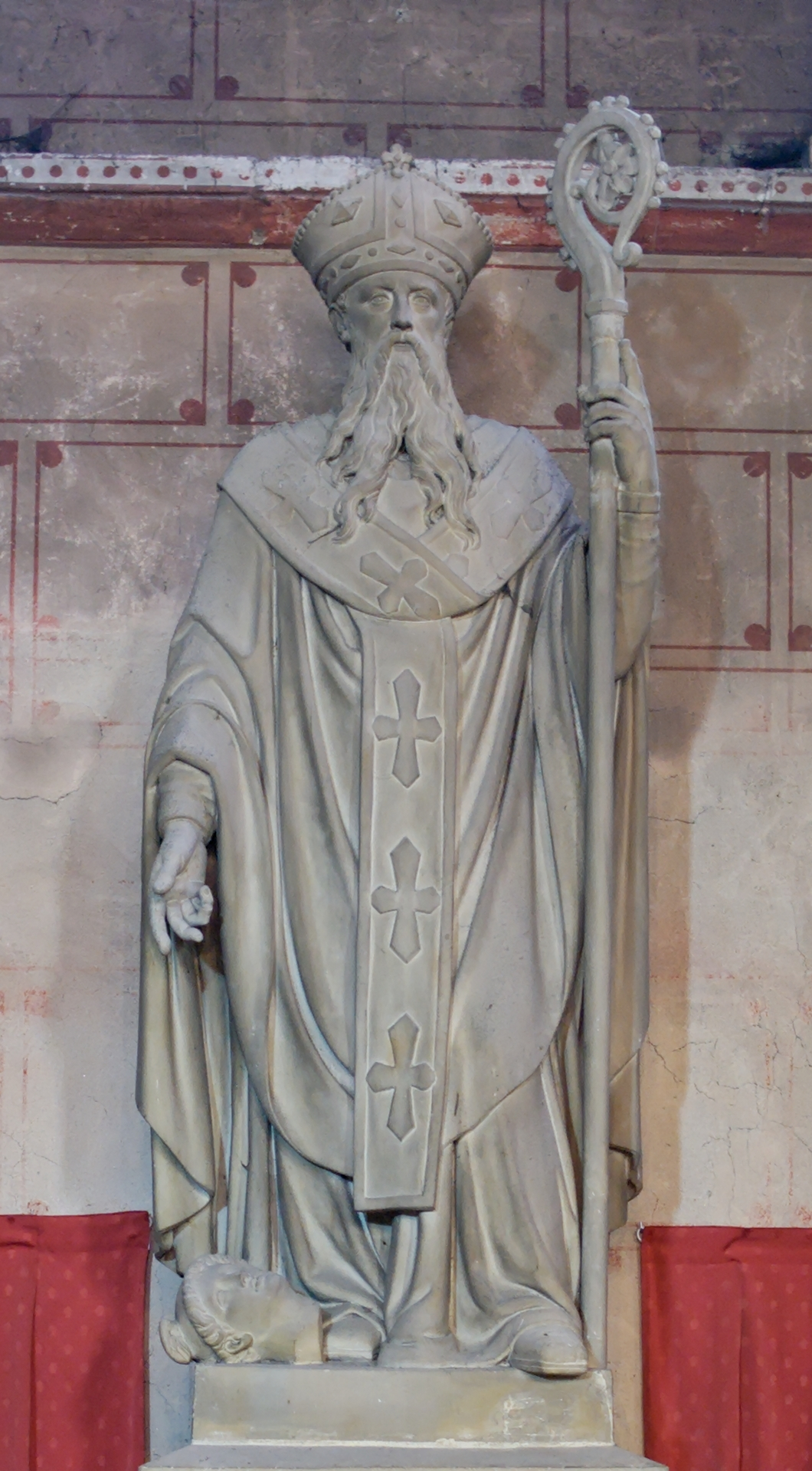
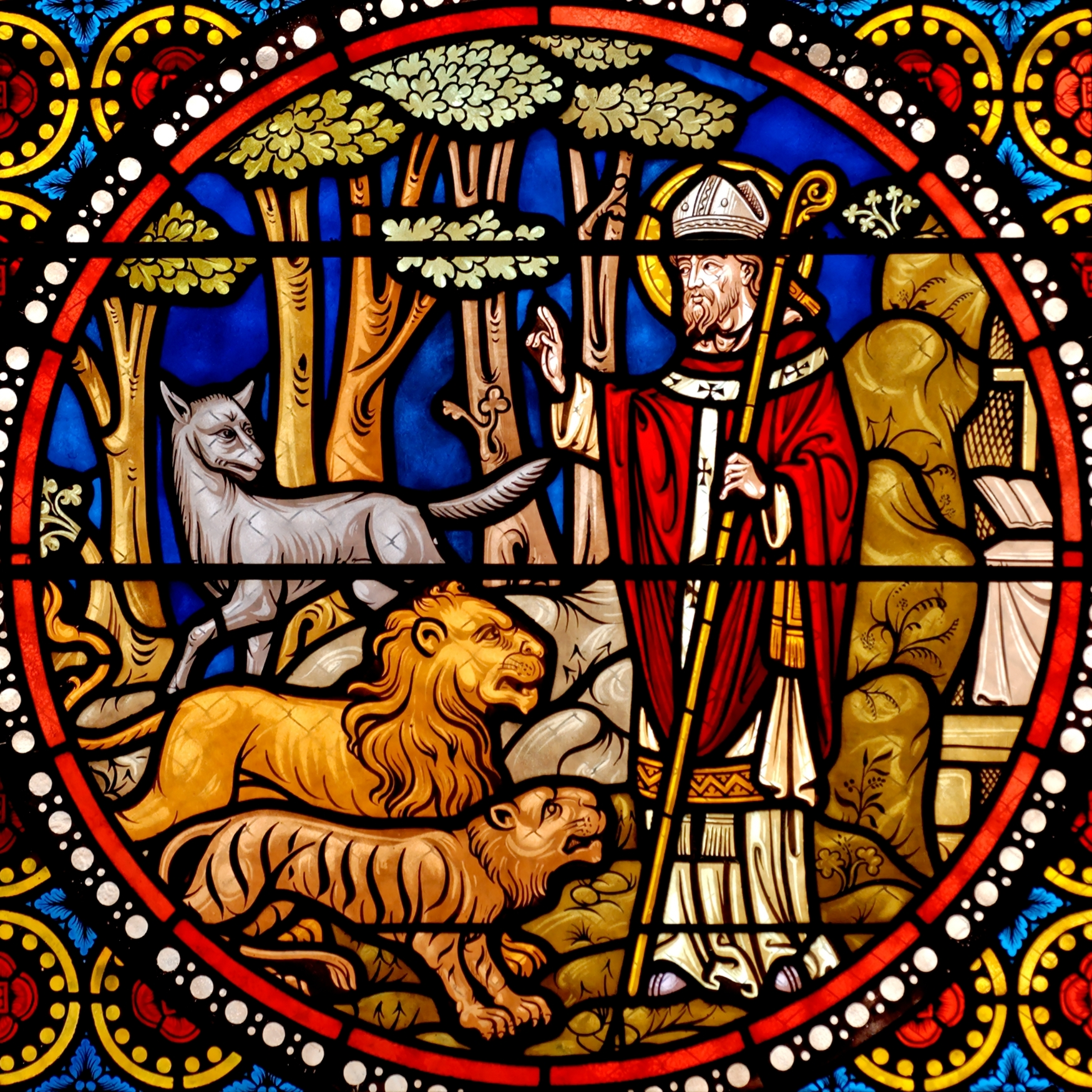
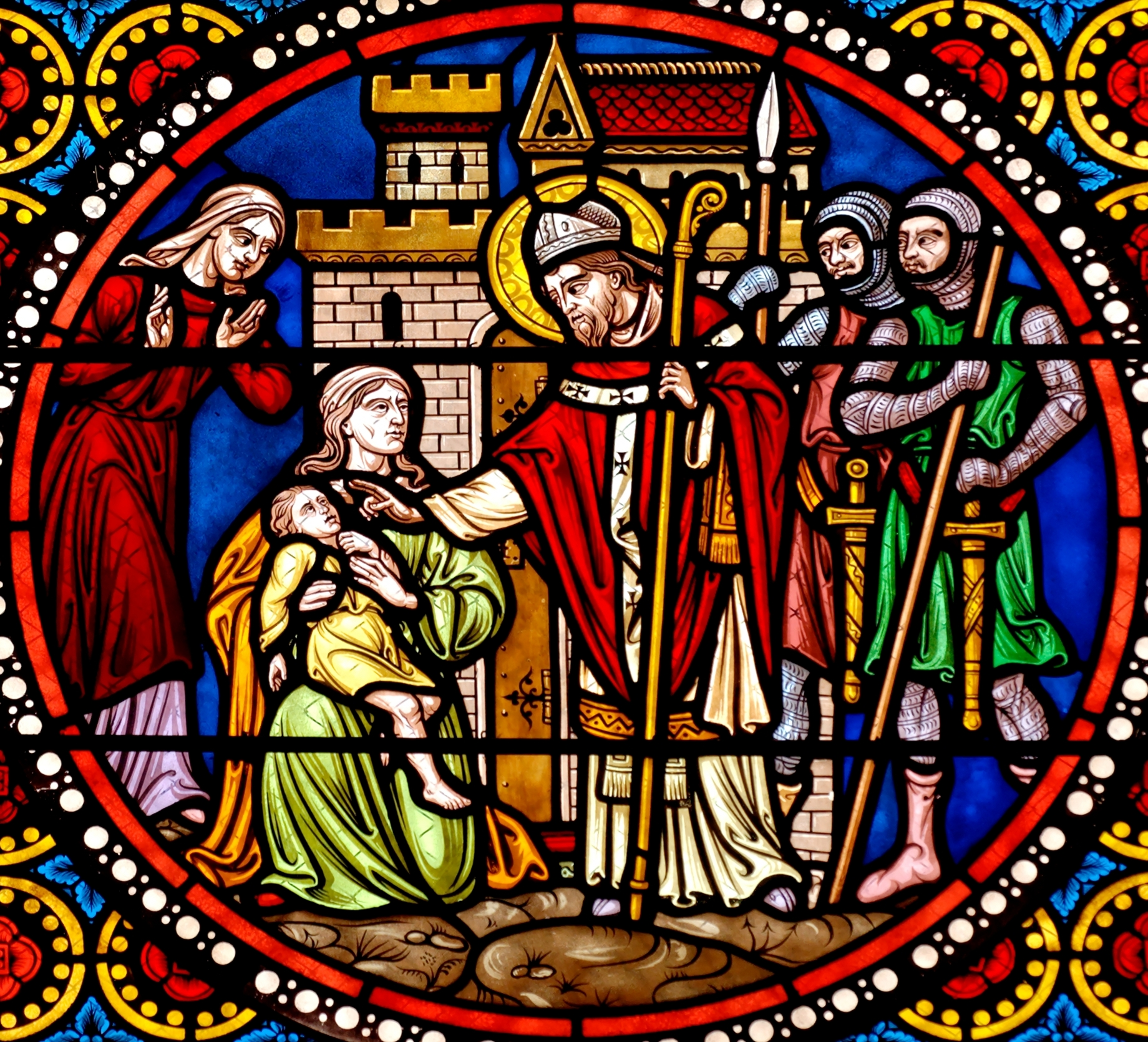
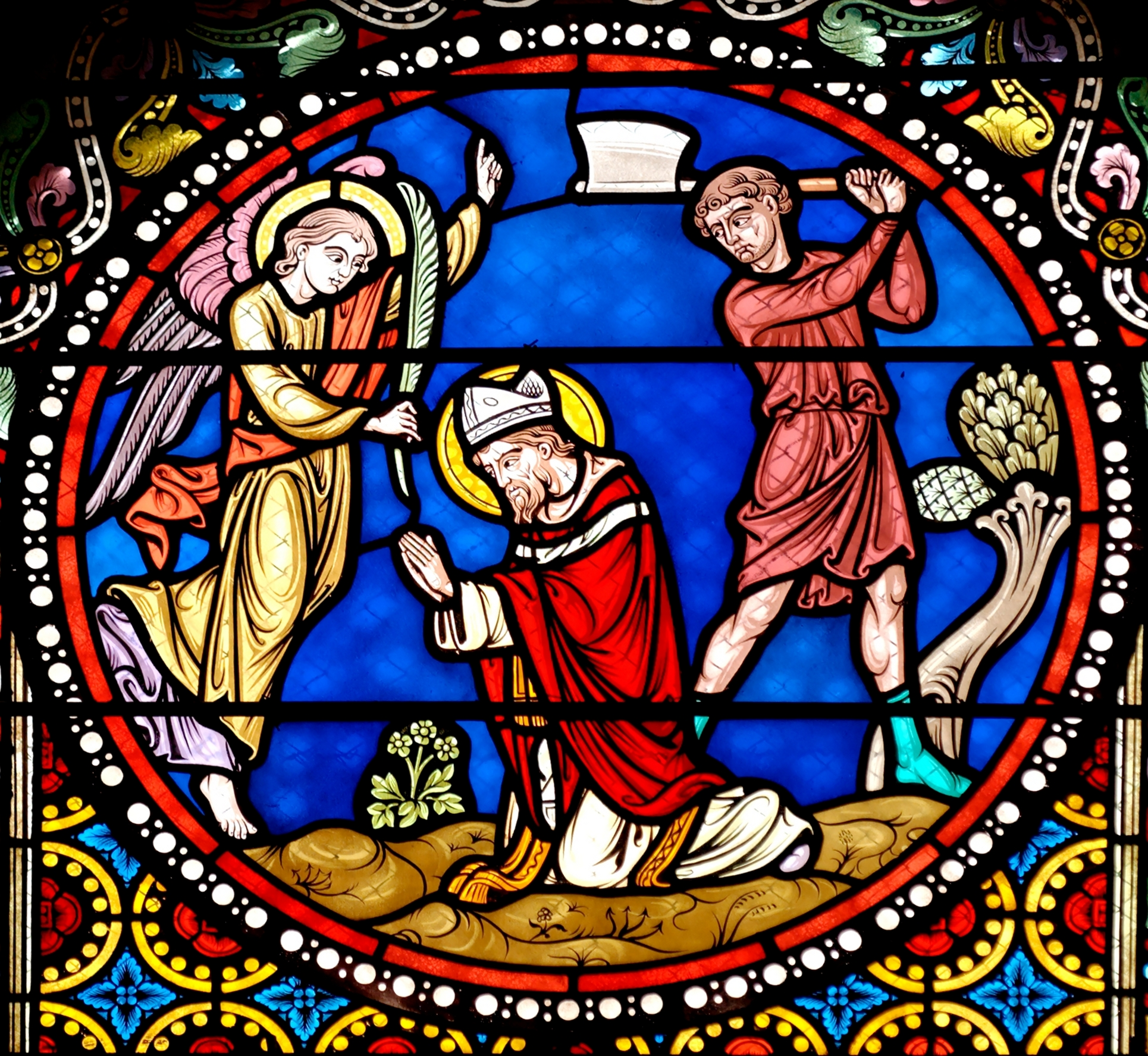

Mittelalterliche Darstellungen des Heiligen sind nicht bekannt; auch später wurde Austremonius nur selten dargestellt; er trägt das Bischofsornat und ist – wenn nicht beschriftet – von anderen Bischöfen nicht zu unterscheiden.
Statue und Glasfenster zu Austremonius in Issoire

## Verehrung
Austremonius wird nur in einigen Orten der Auvergne verehrt; am bekanntesten ist Issoire.

## Sonstiges
Der um das Jahr 258 verstorbene hl. Privatus von Mende soll sein Schüler gewesen sein.